# أمزوغ (للا تكركوست)
أمزوغ هي إحدى مشيخات المملكة المغربية، تتبع جغرافيا لإقليم الحوز وإداريًا لللا تكركوست. يقدر عدد سكانها بـ 2049 نسمة حسب الإحصاء الرسمي للسكان والسكنى لسنة 2004.